# Mayetiola
Mayetiola là một chi ruồi trong họ Cecidomyiidae.

## Hình ảnh

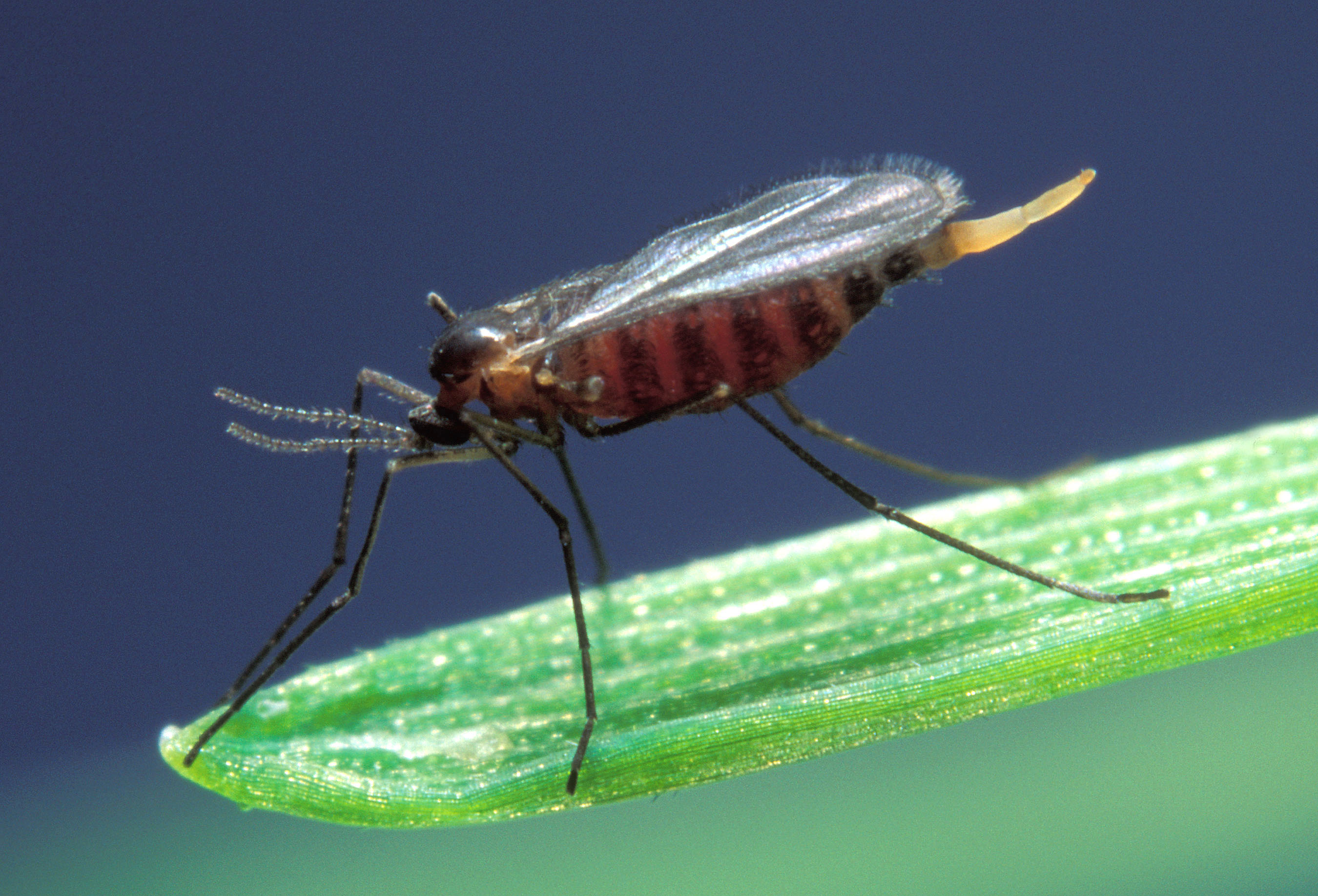

## Các loài
Các loài gồm:
- M. avenae (Marchal, 1895)
- M. bimaculata (Rübsaamen, 1895)
- M. dactylidis Kieffer, 1896
- M. destructor (Say, 1817)
- M. hellwigi (Rübsaamen, 1912)
- M. holci Kieffer, 1896
- M. hordei Kieffer, 1909
- M. joannisi Kieffer, 1896
- M. lanceolatae (Rübsaamen, 1895)
- M. moliniae (Rübsaamen, 1895)
- M. phalaris Barnes, 1928
- M. poae (Bosc, 1817)
- M. radicifica (Rübsaamen, 1895)

Danh sách này không đầy đủ, bạn cũng có thể giúp mở rộng danh sách.